# Agaricostilbomycetes
Agaricostilbomycetes — класс грибов из подтипа Pucciniomycotina, типа базидиомицетов. В состав класса входят: два порядка, три семейства, десять родов и 47 видов.